# Жальник
Жальник — название населением  древних языческих могильников курганного типа. В другом значении — старинное кладбище, погост, скудельница. На церковнославянском языке словом жальник передавалось греческое μνημεῖον «могила» (старославянское жаль то же).
Как следует из Стоглава (1551), на жальниках в Троицкую субботу происходили поминки по усопшим, причём при этом бывали и народные гулянья.